# Fernando Alonso Alonso
Fernando Alonso Alonso (Burgos, 1941) es un escritor español. Su libro más conocido es El hombrecito vestido de gris (1978), con ilustraciones de Ulises Wensell.

## Biografía
Fernando Alonso Alonso estudió parte del bachillerato en el País Vasco y se trasladó años después a Madrid para estudiar en su Universidad la licenciatura de Filología Románica. Es en esta ciudad donde fijó su residencia y donde ha desarrollado su vida profesional en el campo editorial y en la televisión.
Comenzó a viajar siendo muy joven por toda Europa y por más de veinte países repartidos por cuatro continentes. Su esposa es original de Filipinas. Desde hace treinta años está afincado en Nerja (Málaga).
Por otro lado, resulta ser uno de los autores más relevantes del panorama de la Literatura infantil. Su extensa obra literaria ha sido traducida a varios idiomas como el inglés, francés, sueco o coreano. Entre sus numerosos premios destacan el "Premio Lazarillo" de 1977 y el "Premio Mundial de Literatura José Martí" en el año 1997 por el extenso conjunto de su obra.

## Formación literaria o características de su obra
En su formación literaria, el autor ha destacado la importancia de los relatos tradicionales de transmisión oral; posteriormente, por mencionar algunos, le influyeron entre otros: Las mil y una noches, Jonathan Swift, la novela picaresca, Quevedo, Larra, Poe, Stevenson, Kafka, Camus, Borges y León Felipe. Esta relación es significativa por cuanto el autor ha conservado siempre una perspectiva moral y humanista ("yo pertenezco a la vieja escuela que defiende el compromiso social del escritor") y un trabajo de estilo que tradicionalmente como a la literatura en general, sobre todo a la europea y la infantil

## Obras
- Feral y las cigüeñas, 1971, con ilustraciones de Fuencisla del Amo.
- La estatua y el jardincito, 1975.
- El mandarín y los pájaros, 1976.
- El hombrecito vestido de gris, 1978.
- El hombrecillo de papel, 1978, con ilustraciones del autor.
- El duende y el robot, 1981.
- El faro del viento, 1981.
- Los cristales de colores, 1981.
- El gegenio, 1982.
- El viejo reloj, 1983.
- El castillo de arena, 1983.
- El bosque de piedra, 1985.
- El misterioso influjo de la barquillera, 1985, con ilustraciones de Tino Gatagán (reed. con ilustraciones de Emilio Urberuaga)
- El secreto del lobo, 1986.
- Las estrellas y la princesa Liwayway, 1989.
- Tano (varias aventuras), 1989.
- El árbol de los sueños, 1993.
- Cuentos, 1995.
- Mateo y los Reyes Magos, 1995.
- El semáforo que quería ser árbol, 1996.
- Las raíces del mar, 1997, con ilustraciones de Juan Ramón Alonso.
- Sopaboba,2012,con ilustraciones de Tino Gatagán.

## Premios y reconocimientos
1972: Lista de Honor de la CCEI por Feral y las cigüeñas.

1977: Premio Lazarillo por El hombrecito vestido de gris y otros cuentos.

1978: Libro de Interés Infantil del Ministerio de Cultura por El hombrecito vestido de gris.

1979: Libro de Interés Infantil del Ministerio de Cultura por El hombrecillo de papel. Lista de Honor Especial del Premio Internacional H. C. Andersen por El hombrecillo de papel. Lista de Honor de la CCEI por El hombrecillo de papel.

1980: Lista de Honor del IBBY (Organización Internacional del Libro Infantil y Juvenil) por El hombrecito vestido de gris. Libro de Interés Infantil del Ministerio de Cultura por Feral y las cigüeñas.

1984: Medalla de Plata de la Didacta de Basilea por La estatua y el jardincito y el resto de la serie de 12 álbumes         publicados por la editorial Santillana en 1975 y 1976.

1986: Lista de Honor de la CCEI por El misterioso influjo de la barquillera.

1987: Mención de Honor del Premio Europeo de Literatura Juvenil, Universidad de Padua por El bosque de piedra.

1988: Libro del Año del Banco del Libro de Venezuela por El secreto del Lobo.

1995: Diploma Especial del Premio Mundial de Literatura José Martí por el conjunto de su obra.

1997: Premio Mundial de Literatura José Martí por el conjunto de su obra, concedido por la Fundación José Martí entre 103    candidatos representantes de 30 países.Y Premio Especial La Rosa Blanca de la UNEAC (Unión de escritores y artistas de Cuba).

2006: El CEPLI de la Universidad de Castilla-La Mancha, presenta su candidatura al Premio Internacional Astrid Lindgren por el conjunto de su obra. El jurado del Premio lo nomina como candidato. Y obtuvo 2º Premio JUUL, otorgado por votación entre los lectores de las Ikastolas de Euskal Herría a Paperzko Gizontxoa (El hombrecillo de papel).

2007: Nominado, por segunda vez consecutiva, como candidato al Premio Internacional Astrid Lindgren por el conjunto de su obra.

2008: El 28 de septiembre es nominado como candidato al Premio Internacional Astrid Lindgren 2008.

Otros reconocimientos: 	
Gran parte de sus obras ha sido incluida en la selección White Raven que realiza la Biblioteca Internacional de Múnich. En 1997 el Ayuntamiento de Laguna de Duero, Valladolid, acuerda por unanimidad poner su nombre a una de sus plazas. El 1 de junio de 1999 el Ayuntamiento de Laguna de Duero inaugura un monumento en la plaza que lleva su nombre. La escultura, de Lorenzo Duque, inspirada en El bosque de piedra y Sopaboba, representa un bloque de piedra y un adulto que levanta a un niño, que escribe sobre la piedra. En un lateral hay una placa con la leyenda Escribió para los niños, ellos escriben ahora para él. El niño, escribe en el bloque de piedra: PLAZA FERNANDO ALONSO.
Candidato nominado al Premio Internacional Astrid Lindgren durante los años 2006, 2007, 2008 y 2009.